# Borgflon
Borgflon este o arie protejată (arie specială de conservare — SAC, sit de importanță comunitară — SCI) din Suedia întinsă pe o suprafață de 34,4 ha, integral pe uscat.

## Localizare
Centrul sitului Borgflon este situat la coordonatele 63°33′45″N 15°02′59″E / 63.5624°N 15.0497°E.

## Înființare
Situl Borgflon a fost declarat sit de importanță comunitară în decembrie 1998 pentru a proteja 2 specii de plante. Situl a fost protejat și ca arie specială de conservare în martie 2011.

## Biodiversitate
Situată în ecoregiunea boreală, aria protejată conține 5 habitate naturale: Păduri fino-scandinave bogate în ierburi cu Picea abies, Mlaștini alcaline, Taiga vestică, Izvoare fino-scandinave și mlaștini produse de izvoare bogate în minerale, Ape puternic oligomezotrofe cu vegetație bentonică cu Chara spp..
La baza desemnării sitului se află mai multe specii protejate de  plante (2): Hamatocaulis vernicosus, ochii-șoricelului (Saxifraga hirculus).